# HoSoNoVa
『HoSoNoVa』（ホソノバ）は、細野晴臣のアルバム。2011年4月20日にdaisyworld discs（Labels UNITED）、SPEEDSTAR RECORDS（Victor Entertainment）より発売された。

## 概要
2007年にリリースした『FLYING SAUCER 1947』（ハリー細野&ザ・ワールド・シャイネス名義）以来のオリジナル・アルバム。全曲ボーカル入りのアルバムは『HOSONO HOUSE』以来38年ぶり。レコーディングにはTin Pan Alleyの鈴木茂、林立夫、佐藤博や徳武弘文、木津茂理、中村まり、Cocco、コシミハル、高田漣、伊賀航、SAKEROCKの伊藤大地、はっぴいえんどのアルバム『HAPPY END』以来の共演となるヴァン・ダイク・パークスが参加。
次作の『Heavenly Music』制作後のインタビューで細野は「"ボーカルアルバム"っていう印象はない。やっぱり、サウンドを追求していた」と語った。
2013年5月22日には本人監修のアナログ盤がリリースされた。

## 収録曲
全編曲：細野晴臣
1. ラモナ [3:22]
(作詞・作曲：Mabel Wayne, L.Wolfe Gilbert)
  - 原曲は1928年に映画『ラモナ』のために書かれた楽曲「Ramona」。
2. スマイル [3:32]
(作詞・作曲：John Turner, Geoffrey Parsons, Charlie Chaplin)
  - 原曲は1954年にNat King Coleがリリースした「Smile」。
3. 悲しみのラッキースター [4:10]
(作詞・作曲：細野晴臣)
  - 2013年1月1日にNHK-FMで放送された『坂本龍一 ニューイヤー・スペシャル』で青葉市子、坂本龍一、小山田圭吾、U-zhaanと共に披露。同年8月7日に発売された青葉市子と妖精たちのアルバム『ラヂヲ』にその模様が収録されている[5]。
4. ローズマリー、ティートゥリー [3:32]
(作詞・作曲：細野晴臣)
5. ただいま [3:26]
(作詞：星野源 / 作曲：細野晴臣)
  - 細野と同じレーベルに所属する星野源が2010年にリリースしたアルバム『ばかのうた』収録曲のセルフカバー。
6. ロンサム・ロードムービー [4:35]
(作詞・作曲：細野晴臣)
7. ウォーカーズ・ブルース [2:33]
(作詞・作曲：細野晴臣)
8. バナナ追分 [3:08]
(作詞：星野源, 細野晴臣 / 作曲：細野晴臣)
9. レイジーボーン [3:45]
(作詞・作曲：Johnny Mercer, Hoagy Carmichael)
  - 原曲は1933年に書かれた「Lazybones」。
10. デザート・ブルース [3:57]
(作詞・作曲：Jimmy Rogers)
  - 原曲は1929年にJimmy Rogersがリリースした「Desert Blues」。
11. カモナ・ガール [5:23]
(作詞・作曲：細野晴臣)
コーラスにオノ・ヨーコが参加。
12. ラヴ・ミー [3:02]
(作詞・作曲：Jerry Leiber, Mike Stoller)
  - 原曲は1956年にWilly & Ruthがリリースした「Love Me」。